# 나시쓰보 오인
나시쓰보 오인(일본어: 梨壺の五人)은 덴랴쿠(天暦|てんりゃく) 5년 (951년)에 무라카미 천황(村上天皇|むらかみてんのう)의 명에 의해 소집된 모임이다. 헤이안(平安) 황궁 칠전오사(七殿五舎|しちでんごしゃ)의 동쪽 끝 쇼요샤(昭陽舎)의 와카쇼(和歌所)에 모여 만엽집(万葉集) 연구와 후찬화가집(後撰和歌集) 편찬을 주도하였다.
소집된 인물은 아래와 같다.
- 오나카토미노 요시노부(일본어: 大中臣能宣)
- 미나모토노 시타고(일본어: 源順)
- 기요하라노 모토스케(일본어: 清原元輔)
- 사카노에우노 모치키(일본어: 坂上望城)
- 기노 도키부미(일본어: 紀時文)